# Бруней на Олімпійських іграх
Бруней вперше взяв участь у Олімпійських іграх у 1988 році у Сеулі, коли направив на них одну офіційну особа, але не надіслав спортсменів. Повноцінну спортивну участь відбулася тільки через 8 років. Також країна взяла участь у двох наступних Іграх - 2000 і 2004 років та Олімпіаді 2012 року. Найбільша делегація (2 особи) представляла Бруней на Олімпіаді у Сіднеї.
У 2008 році Бруней не брав участь в Іграх у Пекіні, бо національний олімпійський комітет Брунею не встиг зареєструвати двох спортсменів у Міжнародному олімпійському комітеті до необхідного терміну.
Всього на Олімпіадах країну представляли сім спортсменів, які брали участь у змаганнях з легкої атлетики і стрільби. Серед них одна жінка.
Бруней жодного разу не брав участі у зимових Олімпійських іграх.
Станом на 2013 рік, спортсмени Брунею не завоювали жодної олімпійської медалі.
Національний олімпійський комітет Брунею був створений у 1984 році і визнаний Міжнародним олімпійським комітетом у тому ж році.

## Кількість учасників на літніх Олімпійських іграх
| Вид спорту         | 1996 | 2000 | 2004 | 2012 | Всього |
| ------------------ | ---- | ---- | ---- | ---- | ------ |
| Легка атлетика     |      | 1    | 1    | 2    | 4      |
| Плавання           |      |      |      | 1    | 1      |
| Стрільба           | 1    | 1    |      |      | 2      |
| Всього спортсменів | 1    | 2    | 1    | 3    | 7      |

## Медальний залік

### Медалі на літніх олімпійських іграх
| Ігри         | Кількість спортсменів | Золото         | Срібло         | Бронза         | Всього         | Місце          |
| Атланта 1996 | 1                     | 0              | 0              | 0              | 0              | –              |
| Сідней 2000  | 2                     | 0              | 0              | 0              | 0              | –              |
| Афіни 2004   | 1                     | 0              | 0              | 0              | 0              | –              |
| Пекін 2008   | не брав участі        | не брав участі | не брав участі | не брав участі | не брав участі | не брав участі |
| Лондон 2012  | 3                     | 0              | 0              | 0              | 0              | –              |
| Всього       |                       | 0              | 0              | 0              | 0              | –              |